# Seeache
Seeache – rzeka w Austrii, na granicy krajów związkowych Salzburg i Górna Austria. Wypływa z jeziora Mondsee w pobliżu miejscowości Oberburgau i uchodzi do jeziora Attersee w Unterach am Attersee. Jej długość wynosi 2,9 km. Powierzchnia zlewni wynosi 253,4 km².